# Vera (seizoen 3)
Dit artikel vat het derde seizoen van Vera samen. Dit seizoen liep van 25 augustus 2013 tot en met 15 september 2013 en bevatte vier afleveringen. 

## Rolverdeling

### Hoofdrollen
- Brenda Blethyn - DCI Vera Stanhope
- Jon Morrison - DC Kenny Lockhart
- David Leon - DS Joe Ashworth
- Sonya Cassidy - Celine Ashworth
- Riley Jones -  DC Mark Edwards
- Tom Hutch - DC John Warren
- Paul Ritter - dr. Billy Cartwright

## Afleveringen
| Nr. | Aflevering | Titel              | Schrijver                | Regisseur       | Selectie gastrollen | Uitzenddatum      |  |
| --- | ---------- | ------------------ | ------------------------ | --------------- | --- | ----------------- |  |
| 9 | 1          | Castles in the Air | Paul Rutman Gaby Chiappe | Will Sinclair   | Alexander Arnold - Sam Bishop Shaun Dingwall - Justin Bishop Cassie Atkinson - Tina Robson Leah Brotherhead - Maisie Jones Alex Childs - Kirsty Hopkins Nicholas Gleaves - Tim Hopkins                                                          | 25 augustus 2013  |  |
| Wanneer de jonge fysiotherapeute Lizzie Faulkner bij een luxe vakantiehuisje wordt doodgeschoten gaan Vera en Joe op onderzoek uit. Lizzie was daar voor een weekendje uit met haar vriendinnen, wat zij cadeau had gekregen van een cliënte van haar. Vera en Joe willen weten of Lizzie vijanden had en ontdekken dat een lokale bewoner tijdens de moord vlakbij aan het stropen was. Joe heeft een vervelende geschiedenis met deze bewoner en is bang om hem weer onder ogen te komen. Dan ontdekken zij dat Lizzie niet het doelwit was en dat de cliënte het doelwit is, die later ook wordt vermoord door een opzettelijke aanrijding. Dan blijkt dat de cliënte een verhouding had met een getrouwde vriend, en dat de vrouw van de vriend hier achter was gekomen en wraak wilde nemen. |            |                    |                          |                 | |                   |  |
| 10 | 2          | Poster Child       | Paul Rutman              | Paul Cotter     | Dean Andrews - Jonah Regan Reece Andrews - Dan Marsden Shifaa Arfan - Mira Marsden Amy Cameron - Karen Marsden Saskia Reeves - Laura Marsden Amir Boutrous - Malik Saleh Gareth Farr - Barry Kelman                                             | 1 september 2013  |  |
| De gerespecteerde en bijna gepensioneerde chirurg Dan Marsden wordt in zijn woning doodgeschoten, waarna zijn twee tienerdochters Mira en Karen worden ontvoerd. Het onderzoek door Vera en Joe wijst uit dat Mira geadopteerd is nadat zij een militaire luchtaanval had overleefd in Irak, waarbij zij op het eerste oog als enige van haar familie dit overleefde. Vera en Joe krijgen bij hun onderzoek steun van een gewapende rechercheur. Zij ontdekken dat de dader waarschijnlijk een illegale Irakees is, die achter Mira zit. Mira lijdt aan diabetes en is afhankelijk aan insuline, de ontvoerder wil dat zij blijft leven en gaat terug naar haar huis om de insuline te halen. Daar aangekomen komt hij oog in oog te staan met de gewapende rechercheur. Tijdens het vuurgevecht schiet de ontvoerder de rechercheur dood en verwond de moeder van Mira. De ontvoerder wordt echter wel geraakt door de rechercheur maar kan nog wel vluchten. Zwaar gewond neemt hij Mira mee om met haar het land uit te vluchten, dan bekent hij aan haar dat hij haar broer is. Het lukt Vera en Joe hen te vinden voordat zij het land kunnen ontvluchten, voor de ontvoerder komt het te laat en sterft aan zijn verwondingen. |            |                    |                          |                 | |                   |  |
| 11 | 3          | Young Gods         | Gaby Chiappe             | Dušan Lazarević | Clare Calbraith - Shep Maureen Beattie - dr. Vivienne Ripman Rebecca Benson - Ruthie Culvert Matilda Ziegler - Mary Culvert Kenneth Colley - Ronald Devreux Rita Davies - zuster Benedict Jodie Comer - Izzy Rawlins Kevin Trainor - Kit O'Dowd | 8 september 2013  |  |
| Wanneer Gideon Frane, een extreme sporter, brandend van een klip in een rivier valt gaan Vera en Joe op onderzoek uit. Zij duiken in de geschiedenis van Gideon en ontdekken dat hij zijn vroegere vriendin niet met rust kon laten nadat zij hem had verlaten. Dit geeft al snel een aantal verdachten, met speciaal een goede vriend van haar die het slachtoffer schriftelijke had bedreigd. Dan krijgt het onderzoek een andere wending, als blijkt dat het motief te vinden is in de schooltijd van Gideon. Daar was hij met twee medestudenten verantwoordelijk voor de dood van een leraar, en het blijkt dat de vader van de leraar hier niet mee kon leven. De vader bekent al snel dat hij de dader is en dat hij zeer waarschijnlijk zijn straf zal ontlopen, dit omdat hij terminaal ziek is. |            |                    |                          |                 | |                   |  |
| 12 | 4          | Prodigal Son       | Thaddeus O'Sullivan      | Marston Bloom   | Clare Calbraith - Shep Christine Bottomley - Lisa Strachan Ralph Ineson - Ross Strachan Paul Clayton - hotelmanager Michael Cronin - grootvader Liam Cunningham - Sam Harper Jill Halfpenny - Maggie Warnock                                    | 15 september 2013 |  |
| Wanneer een voormalige politieagent in een steeg wordt doodgestoken gaan Vera en Joe op onderzoek uit. Het onderzoek wijst uit dat het slachtoffer een jeugdvriendin had die nu getrouwd is met een man die haar mishandelt, en vermoeden dat het slachtoffer door een crime of passion is vermoord. Het blijkt dat het slachtoffer terug was gekeerd in het dorp na jarenlange afwezigheid, en dat niet iedereen hier blij mee was. Vooral zijn zus stond niet te juichen, dit omdat zij haar overleden moeder had verzorgd en het huis erfde. Zij was bang dat haar broer zijn erfenisdeel op kwam eisen, en wilde dit voorkomen. |            |                    |                          |                 | |                   |  |